# Halowy mityng lekkoatletyczny Pedro’s Cup 2016
12. Halowy mityng lekkoatletyczny Pedro’s Cup – międzynarodowe zawody lekkoatletyczne, które odbyły się 5 lutego 2016 w Łodzi, w Atlas Arenie. Rozegranych zostało osiem konkurencji – bieg na 60 metrów kobiet i mężczyzn, bieg na 60 metrów przez płotki kobiet i mężczyzn, skok wzwyż kobiet i mężczyzn, skok o tyczce mężczyzn oraz pchnięcie kulą mężczyzn.
Podczas konkursu pchnięcia kulą Michał Haratyk czterokrotnie poprawiał swój rekord życiowy, łącznie poprawiając go o 61 cm. W ostatniej próbie zawodnik ten osiągnął rezultat 21,35 m i objął pozycję lidera światowych tabel. Ponadto najlepszy rezultat na świecie wyrównało dwoje zawodników: Kamila Lićwinko w skoku wzwyż (1,97 m) i Yunier Pérez w biegu na 60 metrów (6,53 s).
Drugie miejsce w biegu na 60 m zajął halowy mistrz świata Richard Kilty. Mutazz Isa Barszim, także halowy mistrz świata, zwyciężył w konkursie skoku wzwyż. Taką samą wysokość jak on uzyskał również Andrij Procenko. Ewa Swoboda wygrała bieg na 60 m z przewagą 0,16 s nad Mariką Popowicz. Wśród tyczkarzy zwyciężył Piotr Lisek, taką samą wysokość osiągnęli także Michal Balner i Thiago Braz, którzy wywalczyli drugie miejsce ex aequo. Czwarty był halowy mistrz świata Konstadinos Filippidis. Alina Tałaj wygrała bieg na 60 metrów przez płotki. Drugie miejsce zajęła Giulia Pennella, która o trzy setne sekundy pokonała Karolinę Kołeczek.

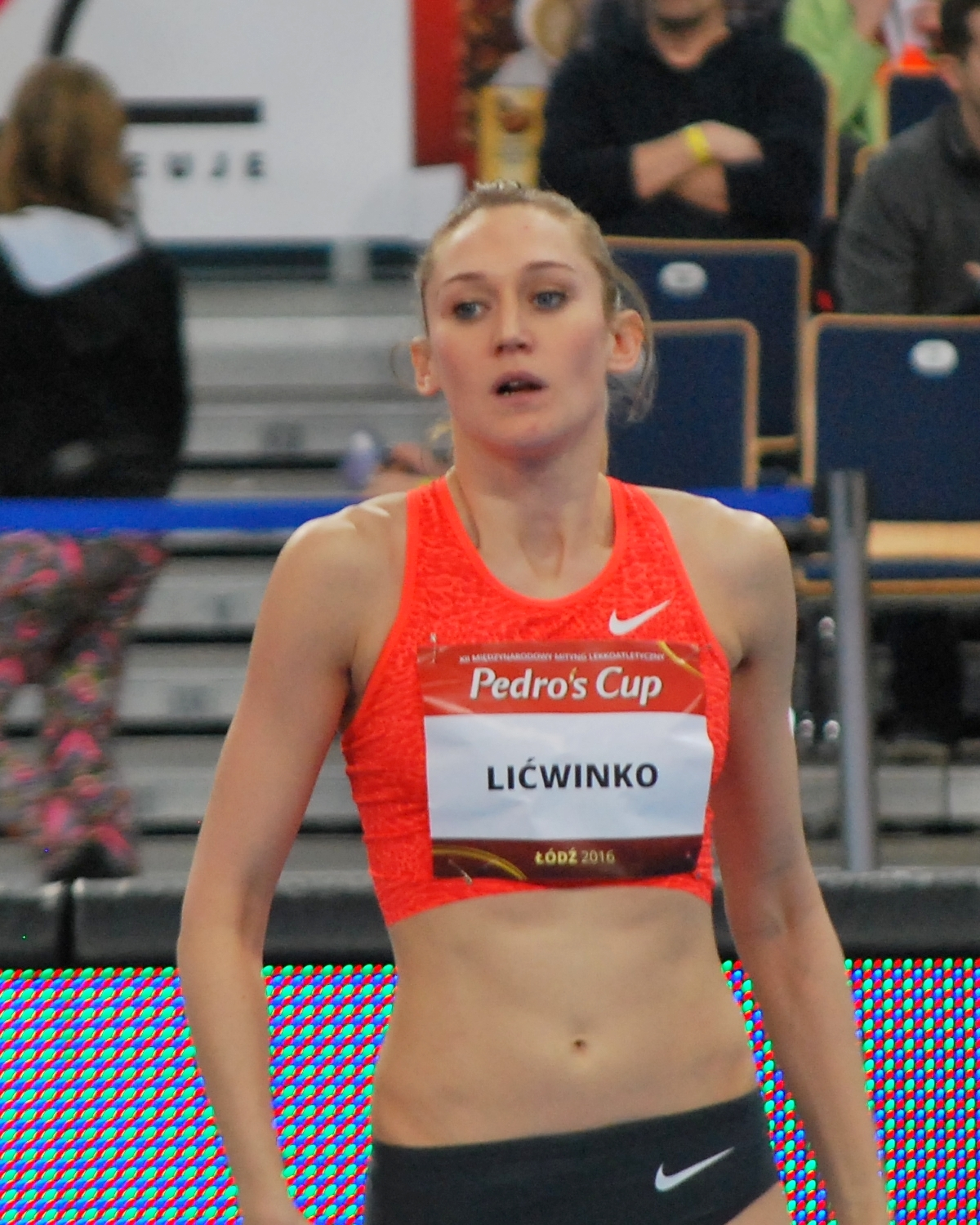
Kamila Lićwinko, zwyciężczyni konkursu skoku wzwyż

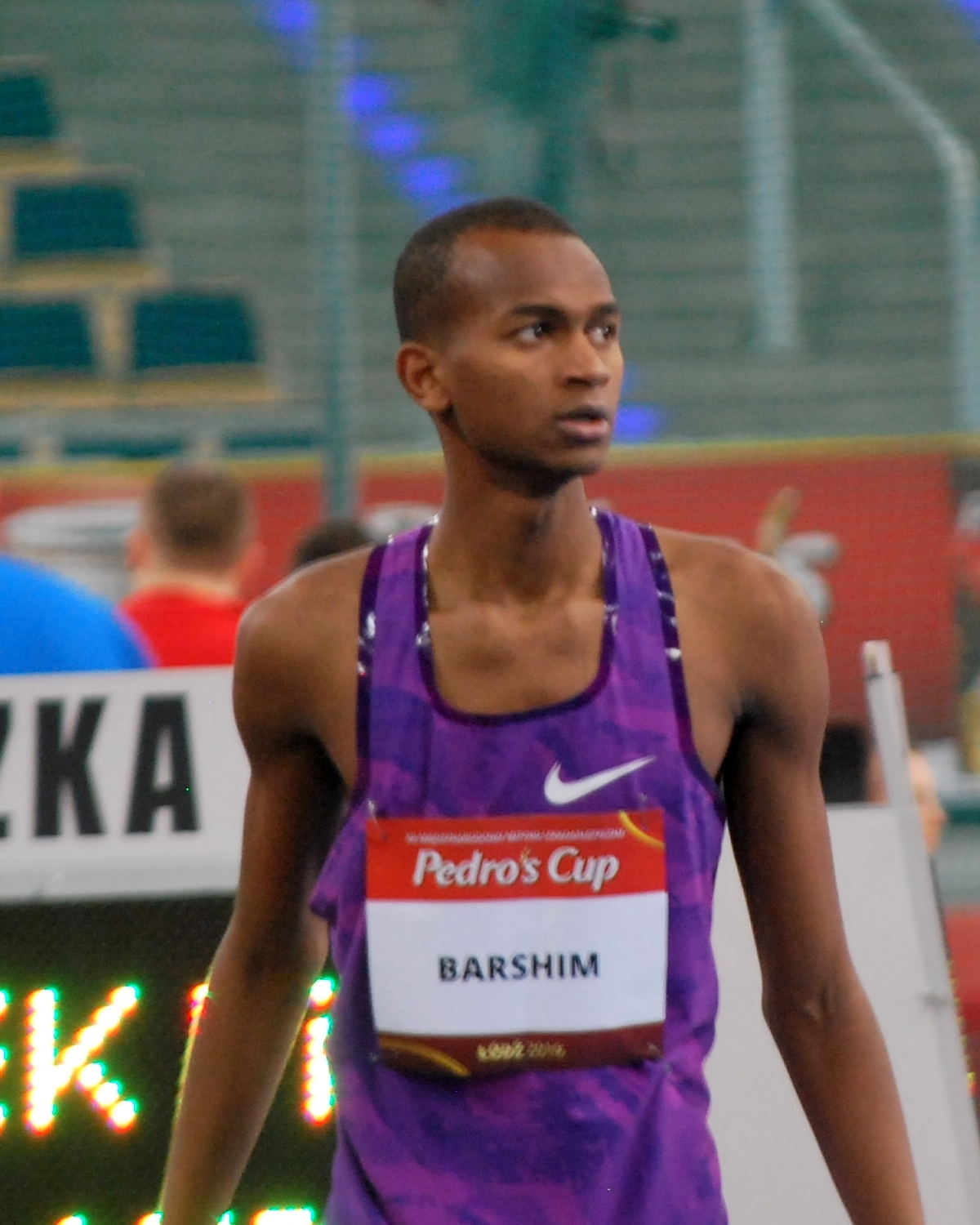
Mutaz Isa Barszim, zwycięzca konkursu skoku wzwyż

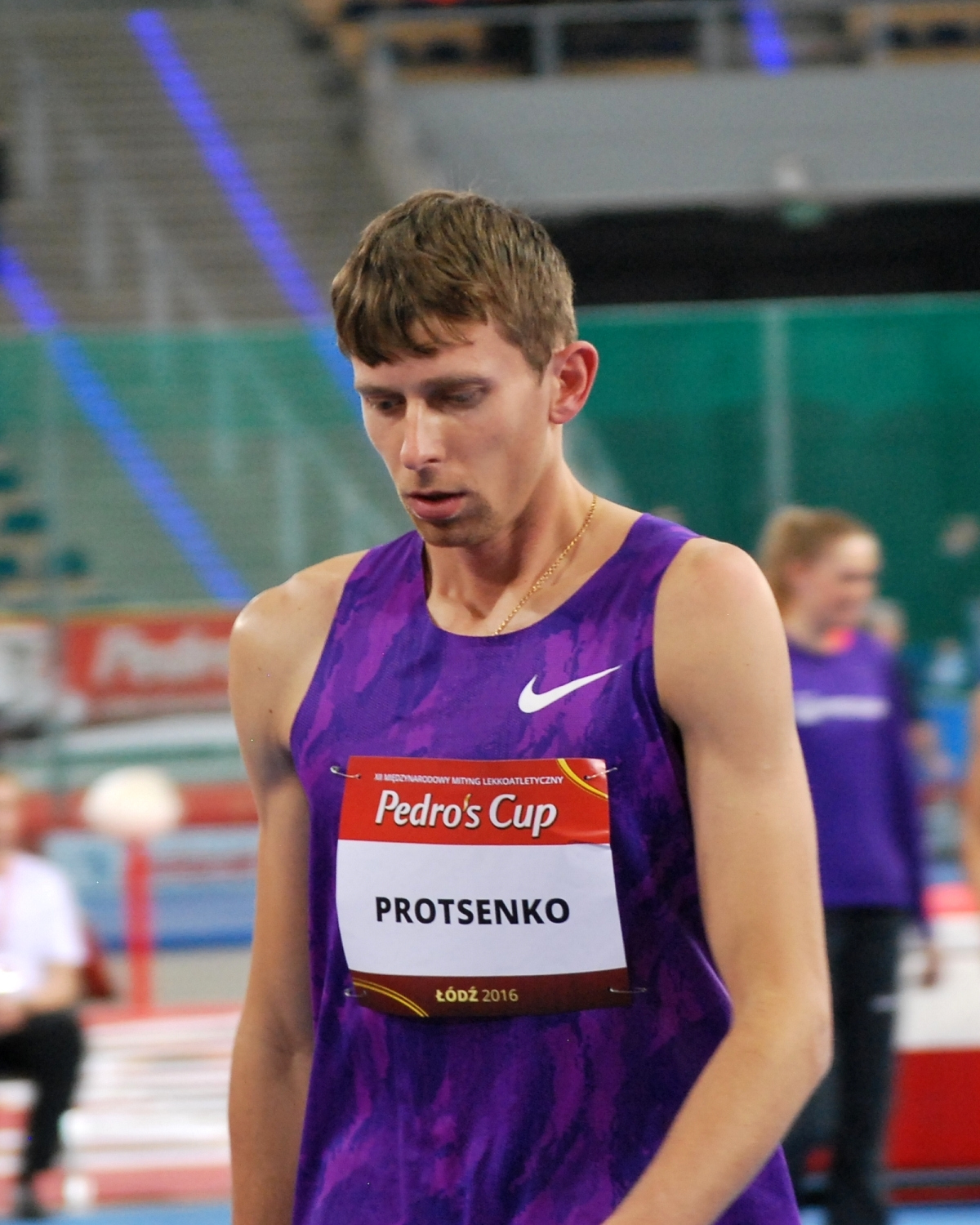
Andrij Procenko, drugi zawodnik konkursu skoku wzwyż

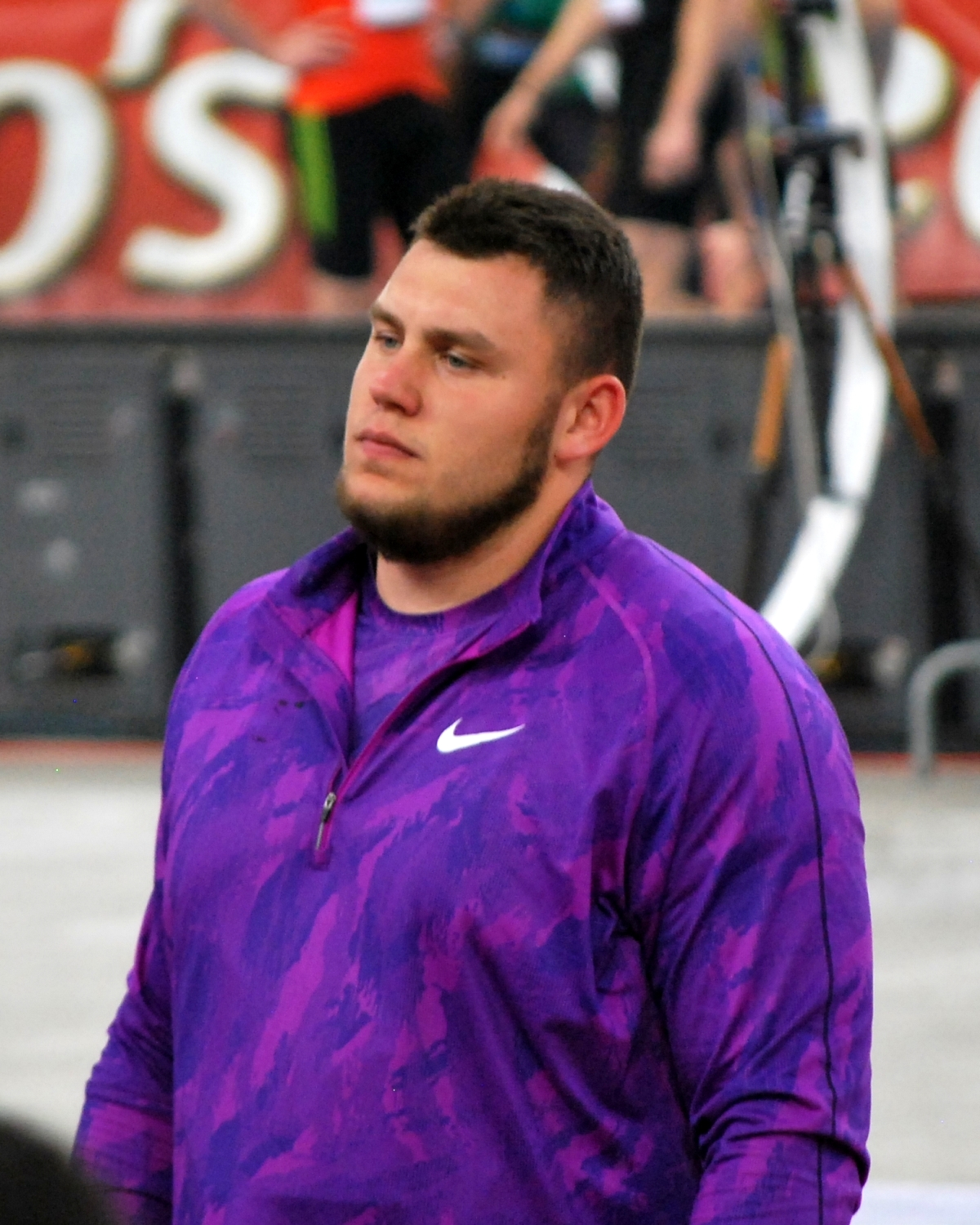
Konrad Bukowiecki, drugi zawodnik konkursu pchnięcia kulą

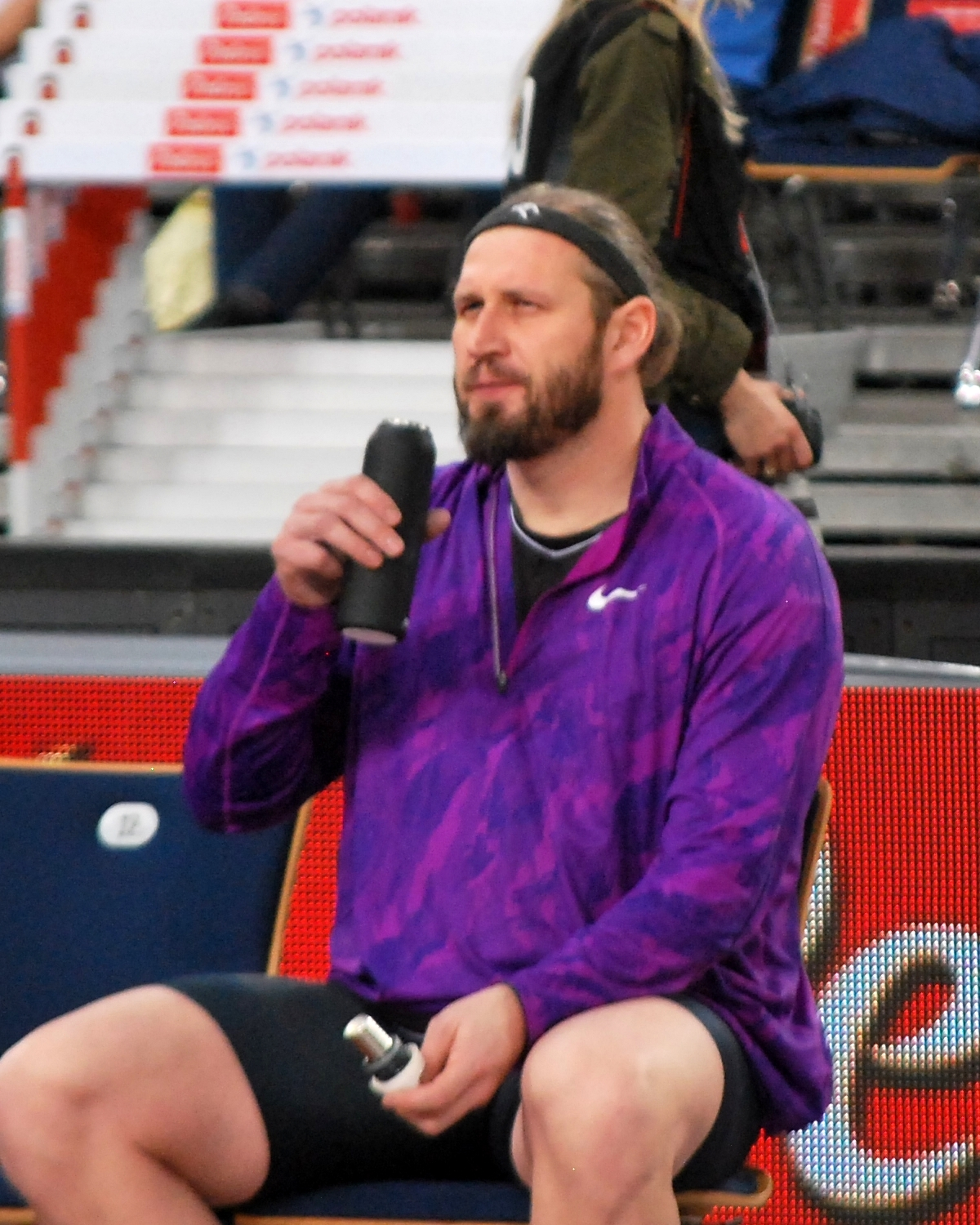
Tomasz Majewski, trzeci zawodnik konkursu pchnięcia kulą

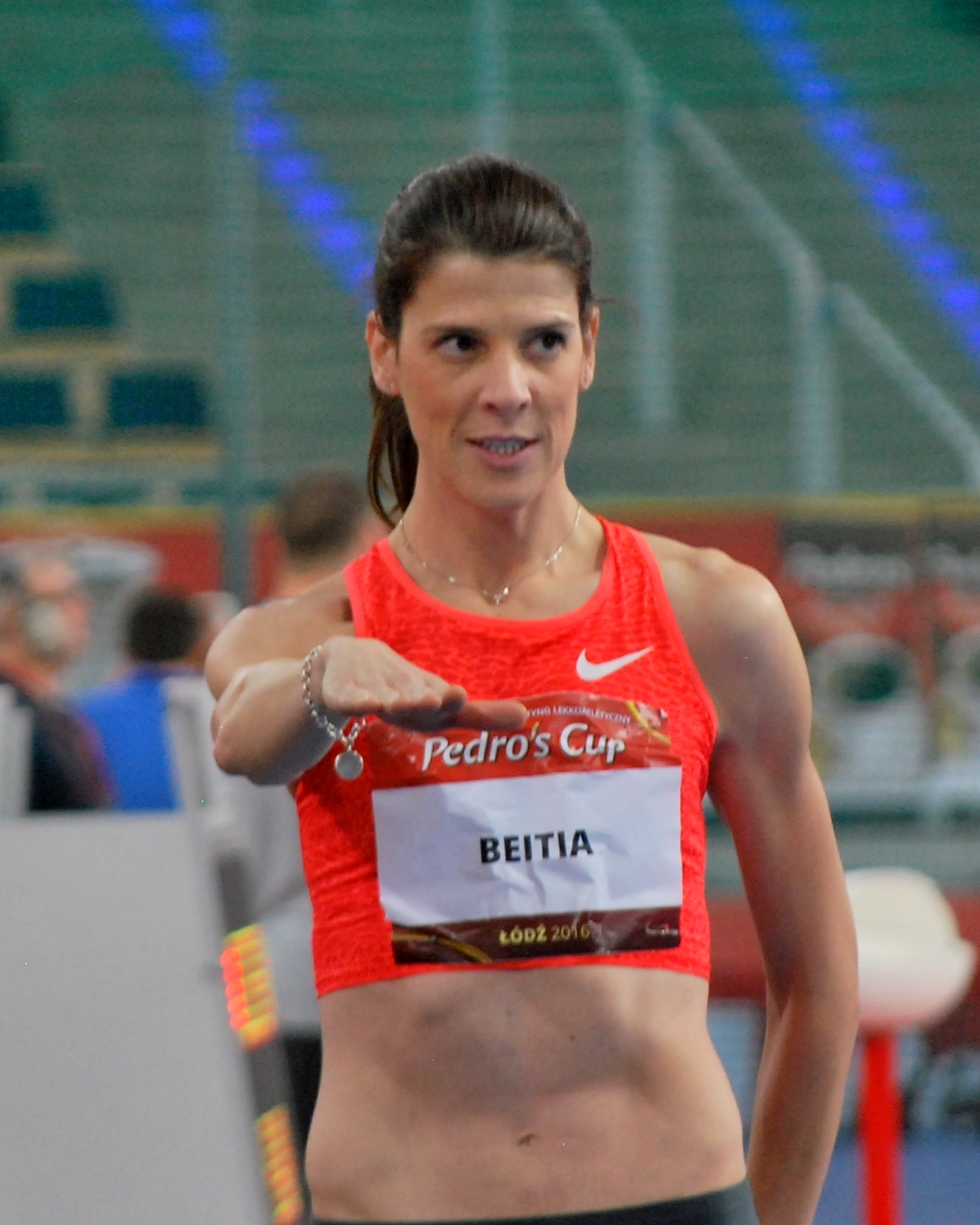
Ruth Beitia, druga zawodniczka konkursu skoku wzwyż

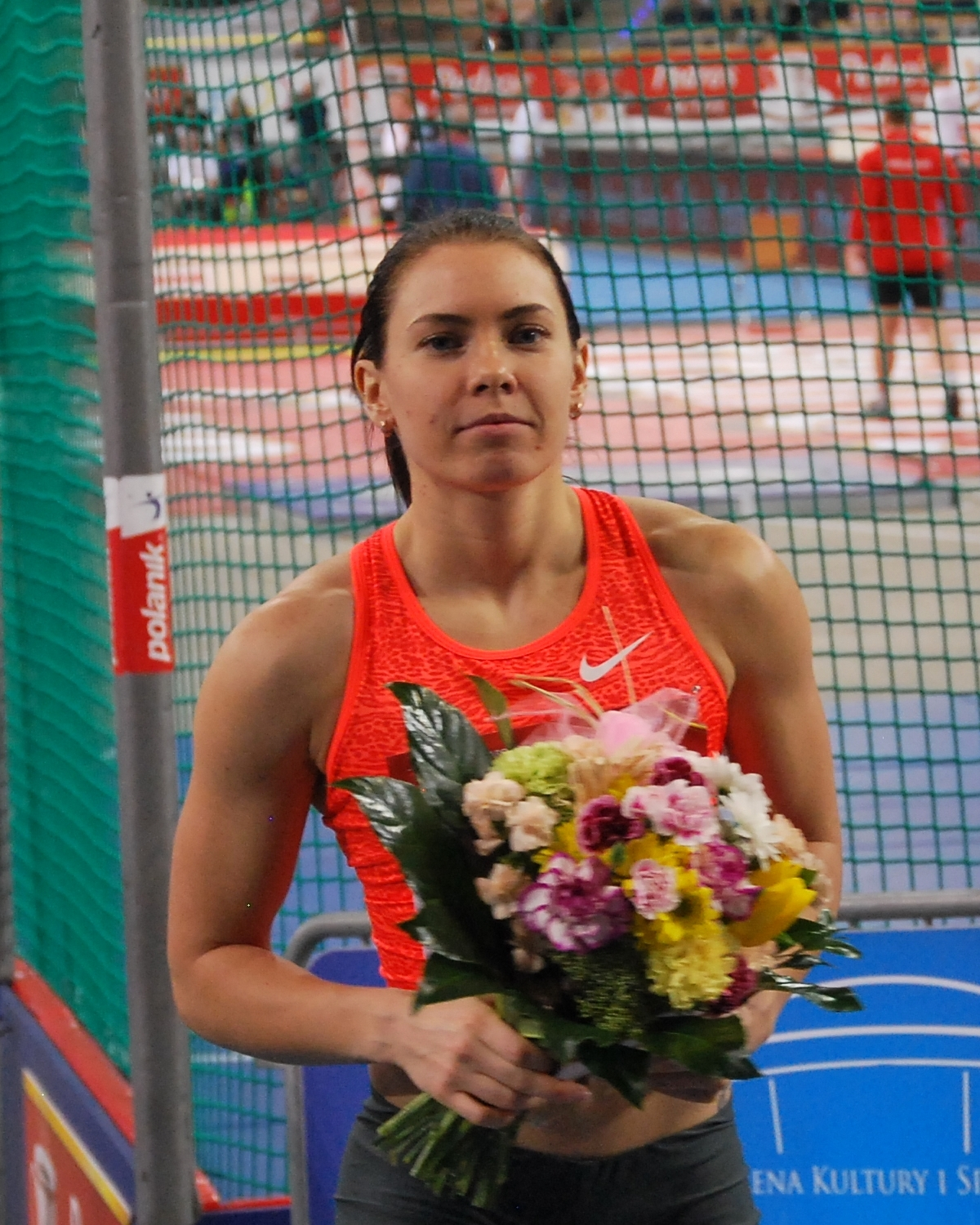
Alina Tałaj, zwyciężczyni konkursu biegu na 60 m przez płotki

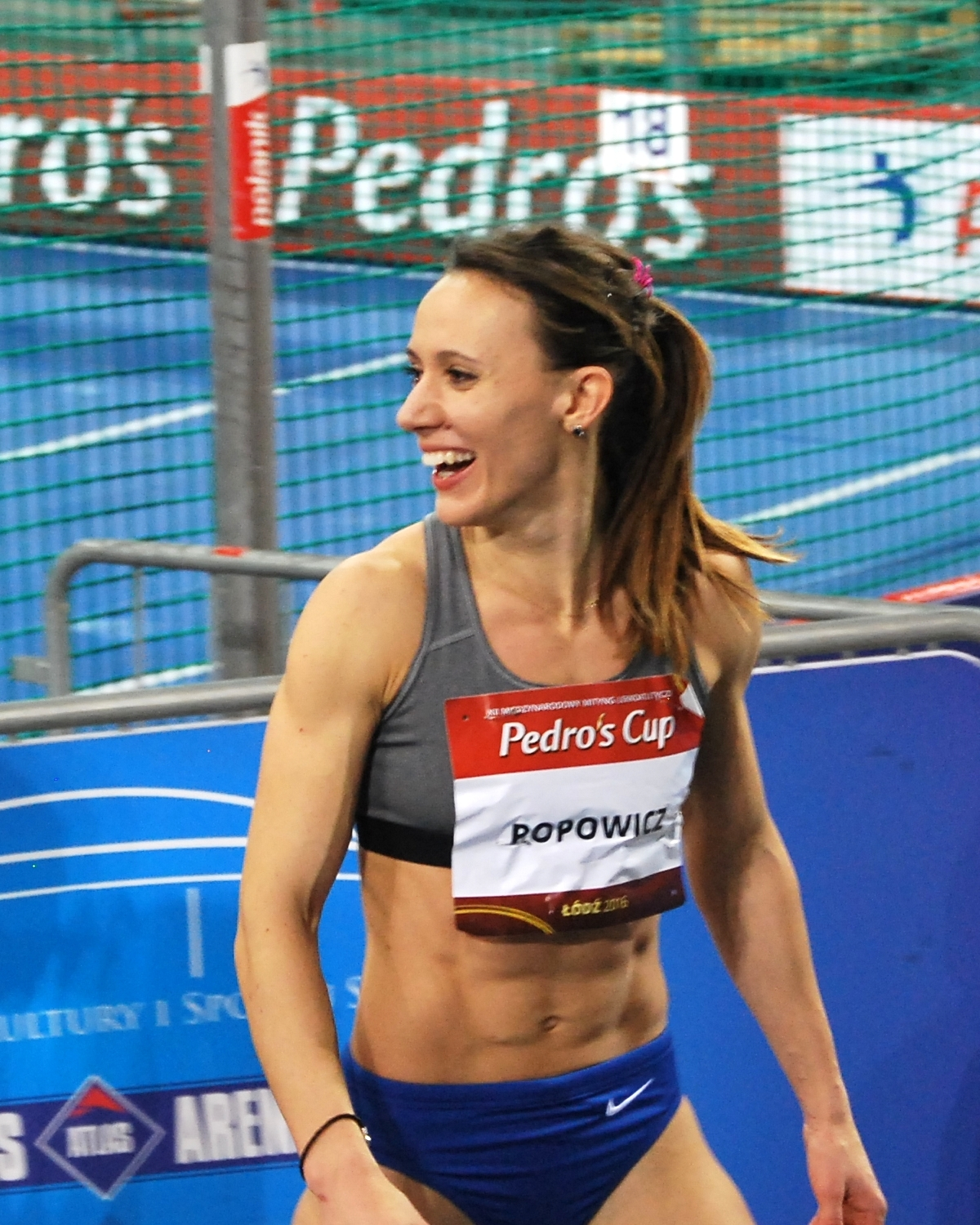
Marika Popowicz, druga zawodniczka konkursu biegu na 60 m

## Rezultaty

### 60 m kobiet
Bieg 1
| Poz. | Zawodniczka          | Rezultat |      |
| ---- | -------------------- | -------- | ---- |
| 1.   | Ewa Swoboda          | 7,22     | q    |
| 2.   | Shara Proctor        | 7,38     | PB q |
| 3.   | Anna Kiełbasińska    | 7,47     | q    |
| 4.   | Marta Jeschke        | 7,59     | SB q |
| 5.   | Katarzyna Wesołowska | 7,63     | SB   |
| 6.   | Weronika Częsz       | 7,85     |      |
|      | Sylwia Kasjanowicz   | DNS      |      |

Bieg 2
| Poz. | Zawodniczka         | Rezultat |      |
| ---- | ------------------- | -------- | ---- |
| 1.   | Marika Popowicz     | 7,34     | q    |
| 2.   | Maria Szmidowa      | 7,48     | q    |
| 3.   | Ewelina Popowska    | 7,58     | q    |
| 4.   | Karolina Zagajewska | 7,60     | PB q |
| 5.   | Katarzyna Sokólska  | 7,66     |      |
|      | Ewelina Ptak        | DNS      |      |
|      | Agata Forkasiewicz  | DNS      |      |

Finał
| Poz. | Zawodniczka         | Rezultat |     |
| ---- | ------------------- | -------- | --- |
| 1.   | Ewa Swoboda         | 7,15     |     |
| 2.   | Marika Popowicz     | 7,31     | =PB |
| 3.   | Shara Proctor       | 7,36     | PB  |
| 4.   | Maria Szmidowa      | 7,42     | SB  |
| 5.   | Karolina Zagajewska | 7,47     | PB  |
| 6.   | Ewelina Popowska    | 7,50     | SB  |
| 7.   | Anna Kiełbasińska   | 7,50     |     |
| 8.   | Marta Jeschke       | 7,56     | SB  |

### 60 m przez płotki kobiet
Bieg 1
| Poz. | Zawodniczka           | Rezultat |      |
| ---- | --------------------- | -------- | ---- |
| 1.   | Karolina Kołeczek     | 8,12     | SB q |
| 2.   | Giulia Pennella       | 8,19     | SB q |
| 3.   | Lucie Koudelová       | 8,33     | SB q |
| 4.   | Ewa Ochocka           | 8,42     | q    |
| 5.   | Katsiaryna Belanovich | 8,59     |      |
| 6.   | Katarzyna Kucharczyk  | 9,30     | SB   |

Bieg 2
| Poz. | Zawodniczka     | Rezultat |      |
| ---- | --------------- | -------- | ---- |
| 1.   | Alina Tałaj     | 8,03     | SB q |
| 2.   | Nina Nycz       | 8,34     | q    |
| 3.   | Ivana Lončarek  | 8,34     | SB q |
| 4.   | Katarzyna Hyjek | 8,48     | SB q |
| 5.   | Marlena Morton  | 8,66     | PB   |

Finał
| Poz. | Zawodniczka       | Rezultat |    |
| ---- | ----------------- | -------- | -- |
| 1.   | Alina Tałaj       | 7,97     | SB |
| 2.   | Giulia Pennella   | 8,11     | SB |
| 3.   | Karolina Kołeczek | 8,14     |    |
| 4.   | Ivana Lončarek    | 8,27     | SB |
| 5.   | Ewa Ochocka       | 8,43     |    |
| 6.   | Lucie Koudelová   | 8,43     |    |
| 7.   | Katarzyna Hyjek   | 8,45     | PB |
|      | Nina Nycz         | DNF      |    |

### 60 m przez płotki mężczyzn
Bieg 1
| Poz. | Zawodnik               | Rezultat |       |
| ---- | ---------------------- | -------- | ----- |
| 1.   | Orlando Ortega         | 7,58     | SB q  |
| 2.   | Konstandinos Duwalidis | 7,73     | q     |
| 3.   | Yidiel Contreras       | 7,75     | =PB q |
| 4.   | Damian Czykier         | 7,86     | q     |
| 5.   | Kamil Frączek          | 8,04     | =PB   |
| 6.   | Michał Kula            | 8,18     |       |

Bieg 2
| Poz. | Zawodnik          | Rezultat |      |
| ---- | ----------------- | -------- | ---- |
| 1.   | Greggmar Swift    | 7,60     | SB q |
| 2.   | Balázs Baji       | 7,72     | q    |
| 3.   | Dominik Bochenek  | 7,93     | q    |
| 4.   | Kacper Schubert   | 8,02     | PB q |
| 5.   | Jakub Juniewicz   | 8,02     |      |
| 6.   | Jakub Chmielnicki | 8,16     |      |
|      | Mikołaj Justyński | DNF      |      |

Finał
| Poz. | Zawodnik               | Rezultat |    |
| ---- | ---------------------- | -------- | -- |
| 1.   | Orlando Ortega         | 7,52     | SB |
| 2.   | Greggmar Swift         | 7,58     | SB |
| 3.   | Yidiel Contreras       | 7,64     | PB |
| 4.   | Balázs Baji            | 7,70     |    |
| 5.   | Konstandinos Duwalidis | 7,72     | SB |
| 6.   | Dominik Bochenek       | 7,78     | SB |
| 7.   | Damian Czykier         | 7,79     | SB |
|      | Kacper Schubert        | DQ       |    |

### 60 m mężczyzn
Bieg 1
| Poz. | Zawodnik              | Rezultat |      |
| ---- | --------------------- | -------- | ---- |
| 1.   | Richard Kilty         | 6,67     | q    |
| 2.   | Solomon Bockarie      | 6,75     | PB q |
| 3.   | Dariusz Kuć           | 6,77     | q    |
| 4.   | Denis Dimitrow        | 6,79     | q    |
| 5.   | Krzysztof Grześkowiak | 6,80     | PB   |
| 6.   | Aleixo Platini Menga  | 6,83     |      |
| 7.   | Michał Derus          | 7,00     |      |
|      | Artur Zaczek          | DNS      |      |

Bieg 2
| Poz. | Zawodnik               | Rezultat |      |
| ---- | ---------------------- | -------- | ---- |
| 1.   | Yuniel Pérez           | 6,55     | SB q |
| 2.   | Levi Cadogan           | 6,65     | PB q |
| 3.   | Grzegorz Zimniewicz    | 6,77     | SB q |
| 4.   | Przemysław Słowikowski | 6,79     | q    |
| 5.   | Kamil Masztak          | 6,81     | SB   |
| 6.   | Jakub Adamski          | 6,88     | SB   |
| 7.   | Robert Kubaczyk        | 6,88     |      |
| 8.   | Dominik Staśkiewicz    | 6,94     |      |

Finał
| Poz. | Zawodnik               | Rezultat |        |
| ---- | ---------------------- | -------- | ------ |
| 1.   | Yuniel Pérez           | 6,53     | SB =WL |
| 2.   | Richard Kilty          | 6,62     | SB     |
| 3.   | Levi Cadogan           | 6,63     | PB     |
| 4.   | Solomon Bockarie       | 6,70     | PB     |
| 5.   | Przemysław Słowikowski | 6,72     | PB     |
| 6.   | Denis Dimitrov         | 6,73     | SB     |
| 7.   | Grzegorz Zimniewicz    | 6,75     | SB     |
| 8.   | Dariusz Kuć            | 6,77     | =SB    |

### Skok wzwyż kobiet
| Poz. | Zawodniczka                 | Rezultat |        |
| ---- | --------------------------- | -------- | ------ |
| 1.   | Kamila Lićwinko             | 1,97     | SB =WL |
| 2.   | Ruth Beitia                 | 1,94     | =SB    |
| 3.   | Urszula Gardzielewska-Domel | 1,88     |        |
| 4.   | Burcu Yüksel                | 1,84     |        |
| 5.   | Taisiya Roslava             | 1,84     |        |
| 6.   | Aleksandra Nowakowska       | 1,80     | PB     |

### Skok wzwyż mężczyzn
| Poz. | Zawodnik           | Rezultat |    |
| ---- | ------------------ | -------- | -- |
| 1.   | Mutazz Isa Barszim | 2,29     |    |
| 2.   | Andrij Procenko    | 2,29     | SB |
| 3.   | Sylwester Bednarek | 2,20     |    |
| 4.   | Dmitri Nabokau     | 2,20     |    |
| 5.   | Wojciech Theiner   | 2,10     |    |
| 6.   | Maciej Lepiato     | 2,10     |    |

### Skok o tyczce mężczyzn
| Poz. | Zawodnik               | Rezultat |    |
| ---- | ---------------------- | -------- | -- |
| 1.   | Piotr Lisek            | 5,67     | SB |
| 2.   | Thiago Braz            | 5,67     |    |
| 2.   | Michal Balner          | 5,67     |    |
| 4.   | Konstadinos Filippidis | 5,57     |    |
| 5.   | Paweł Wojciechowski    | 5,57     |    |
| 6.   | Robert Sobera          | 5,47     |    |
| 7.   | Igor Bychkov           | 5,27     |    |
| 8.   | Karol Pawlik           | 5,07     |    |

### Pchnięcie kulą mężczyzn
| Poz. | Zawodnik          | Rezultat |       |
| ---- | ----------------- | -------- | ----- |
| 1.   | Michał Haratyk    | 21,35    | PB WL |
| 2.   | Konrad Bukowiecki | 20,58    | PB    |
| 3.   | Tomasz Majewski   | 20,09    | SB    |
| 4.   | Carlos Tobalina   | 19,84    |       |
| 5.   | Dawid Krzyżan     | 18,78    | PB    |
| 6.   | Mateusz Mikos     | 18,73    |       |
| 7.   | Andrzej Regin     | 18,48    | SB    |
| 8.   | Sebastian Łukszo  | 18,07    | PB    |